# شوتو كاشي
شوتو كاشي (樫井笙人 كاشي شوتو) هو مؤدي أصوات ياباني ولد في 25 يوليو 1968 في محافظة كاناغاوا.

## أدواره في الأنمي

### مسلسلات أنمي تلفزيونية
- بليتش - ماريتشيو أومايدا, روجورو أوتوريباشي, هيتا موموياما
- ترينيتي بلاد - الكونت كاريل
- ريد غاردن - والد روز
- هيكارو نو غو - ساكاماكي
- كيكايشي - هاكودو
- غوين ساغا - لوكاندروس
- ناروتو - تونبو توبيتاكي
- ناروتو شيبودن - تونبو توبيتاكي
- سايكوباس - نوبوو أوكورا
- باكومان - والد كايا ميوشي
- شيروباكو - ميتسواكي كانّو
- أسطول الزجاج - بادات
- مغامرة جوجو الغريبة: ستارداست كروسيدرز - ديفو الملعون
- قصص تاتامي حجم أربعة و نصف - لوزة دماغية
- كامينوميزو شيرو سيكاي - موريتا
- طوكيو ماجين غاكوين كينبوتشو - ريوزان أراي
- المقيم الأبدي - بائع ساكي
- إيكي توسن Dragon Destiny - المعلم سويكيو
- إيكي توسن Great Guardians - المعلم سويكيو
- إيكي توسن XTREME XECUTOR - المعلم سويكيو
- معرض الفن المزيف - ساقي
- سوما بطل الشوكوغيكي - راهب أعلى
- فيوتيفل جو - غران بروس

### أفلام أنمي
- بليتش: ذا داياموند داست ريبيليون, هيورينمارو آخر - ماريتشيو أومايدا
- بليتش: فايد تو بلاك, أُنادي اسمكِ - ماريتشيو أومايدا
- سلسلة أفلام كود جياس أكيتو المنفي
  - كود جياس أكيتو المنفي: الفصل الأول «وصول التنين» - دانييل مالكال

## أدواره في الدبلجة اليابانية
- فارس وفادي - لورنس فهمي
- أبطال النينجا - سبلينتر

## وصلات خارجية
- شوتو كاشي على موقع IMDb (الإنجليزية)
- شوتو كاشي على موقع ميوزك برينز (الإنجليزية)
- شوتو كاشي على موقع قاعدة بيانات الفيلم (الإنجليزية)
- شوتو كاشي على موقع ANN person (الإنجليزية)